# Atlas Arena
A Atlas Arena é uma arena coberta multiusos em Łódź, na Polônia, inaugurada em 26 de junho de 2009 em al. Bandurskiego. É um dos maiores poloneses com capacidade para 10.400 pessoas, com um extra opcional de 3.000, possui 1.500 vagas de estacionamento e 11 salões VIP (cada um com um terraço). A arena hospeda conferências, concertos e eventos desportivos (por exemplo, voleibol, basquetebol, atletismo e hóquei no gelo). Em agosto de 2009, o Atlas Group comprou os direitos de nomeação para a arena por um período de 5 anos.

## Eventos

### Eventos esportivos
- CEV Champions League (PGE Skra Bełchatów como anfitrião)
- Final Quatro da Liga dos Campeões de 2010 da CEV
- Eurobasket Women 2011
- Final da Liga dos Campeões de 2012 CEV Four
- Campeonato Mundial Feminino de Voleibol Feminino de 2014 (CEV)
- Campeonato Mundial Masculino de Voleibol de 2014
- 2023 Campeonato Mundial de Handebol Masculino

### Concertos
| Concerts at Atlas Arena | Concerts at Atlas Arena     | Concerts at Atlas Arena                 | Concerts at Atlas Arena |
| Date                    | Artist                      | Tour                                    | Attendance              |
| ----------------------- | --------------------------- | --------------------------------------- | ----------------------- |
| 25 October 2009         | Alexandrov Ensemble         |                                         | —                       |
| 17 November 2009        | A-ha                        | Foot of the Mountain Tour               | —                       |
| 10 February 2010        | Depeche Mode                | Tour of the Universe                    | 31,064                  |
| 11 February 2010        | Depeche Mode                | Tour of the Universe                    | —                       |
| 12 March 2010           | Rammstein                   | Liebe ist für alle da Tour              | 13,996                  |
| 14 March 2010           | Tokio Hotel                 | Humanoid City World Tour                | —                       |
| 11 April 2011           | Slayer + Megadeth           | World Painted Blood Tour                | —                       |
| 18 April 2011           | Roger Waters                | The Wall Live                           | 26,231                  |
| 19 April 2011           | Roger Waters                | The Wall Live                           | —                       |
| 17 May 2011             | Shakira                     | The Sun Comes Out World Tour            | —                       |
| 7 November 2011         | Thirty Seconds to Mars      | Into the Wild Tour                      | —                       |
| 8 November 2011         | Thirty Seconds to Mars      | Into the Wild Tour                      | —                       |
| 11 November 2011        | Sade                        | Sade Live                               | —                       |
| 6 December 2011         | Rihanna                     | Loud Tour                               | —                       |
| 29 April 2012           | Andrea Bocelli              |                                         | —                       |
| 7 July 2012             | Elton John                  | Greatest Hits Tour                      | —                       |
| 12 September 2012       | Il Divo                     |                                         | —                       |
| 21 November 2012        | Sting                       | Back to Bass Tour                       | —                       |
| 23 November 2012        | Muse                        | The 2nd Law World Tour                  | —                       |
| 14 December 2012        | Smokie                      |                                         | —                       |
| 25 March 2013           | Justin Bieber               | Believe Tour                            | —                       |
| 8 May 2013              | Mark Knopfler               | Privateering Tour                       | —                       |
| 7 June 2013             | Eric Clapton                |                                         | —                       |
| 18 June 2013            | Green Day                   | 99 Revolutions Tour                     | —                       |
| 25 June 2013            | Toto                        | 35th Anniversary Tour                   | —                       |
| 3 July 2013             | Iron Maiden                 | Maiden England World Tour               | 13,836                  |
| 19 July 2013            | Leonard Cohen               | Old Ideas World Tour                    | —                       |
| 13 August 2013          | System of a Down            | System of a Down Reunion Tour           | —                       |
| 24 February 2014        | Depeche Mode                | Delta Machine Tour                      | 15,764                  |
| 7 May 2014              | Charles Aznavour            |                                         |                         |
| 9 May 2014              | André Rieu                  |                                         | 7,553                   |
| 12 May 2014             | Peter Gabriel               |                                         | —                       |
| 4 June 2014             | Avenged Sevenfold           |                                         | —                       |
| 11 June 2014            | Black Sabbath               | Black Sabbath Reunion Tour              | —                       |
| 12 June 2014            | Aerosmith                   | Global Warming Tour                     | —                       |
| 28 September 2014       | Il Divo                     |                                         | —                       |
| 30 October 2014         | Kylie Minogue               | Kiss Me Once Tour                       | —                       |
| 21 November 2014        | Chicago Blues Brothers      |                                         | 7,000                   |
| 15 December 2014        | Lenny Kravitz               | Strut Europe Tour 2014                  | —                       |
| 5 May 2015              | Scorpions                   | Return to Forever/50th Anniversary Tour | —                       |
| 29 May 2015             | André Rieu                  |                                         | —                       |
| 27 June 2015            | Judas Priest                | Redeemer of Souls Tour                  | —                       |
| 10 October 2015         | Metro                       |                                         | —                       |
| 17 October 2015         | Lady Pank                   |                                         | —                       |
| 25 October 2015         | Deep Purple                 | Now What? World Tour                    | —                       |
| 20 November 2015        | Slash                       | World on Fire World Tour                | —                       |
| 21 November 2015        | Alexandrov Ensemble         |                                         | —                       |
| 12 December 2015        | Florence and the Machine    | How Big Tour                            | —                       |
| 2 February 2016         | Imagine Dragons             | Smoke + Mirrors Tour                    | —                       |
| 18 March 2016           | Macklemore & Ryan Lewis     | Part II: A European Tour                | —                       |
| 1 May 2016              | Hans Zimmer                 | Live On Tour 2016                       | —                       |
| 28 May 2016             | Rod Stewart                 | The Hits 2016                           | —                       |
| 3 June 2016             | André Rieu                  |                                         | —                       |
| 7 June 2016             | Korn + Megadeth + Sixx:A.M. | Power Festival 2016                     | —                       |
| 20 October 2016         | The Cure                    | The Cure Tour 2016                      | —                       |
| 5 November 2016         | Jean-Michel Jarre           | Electronica World Tour 2016             | —                       |
| 23 May 2017             | Deep Purple                 |                                         | —                       |
| 6 November 2017         | Queen + Adam Lambert        | Queen + Adam Lambert Tour 2017–2018     | —                       |
| 9 February 2018         | Depeche Mode                | Global Spirit Tour                      | 14,270                  |
| 15 February 2019        | Twenty One Pilots           | The Bandito Tour                        | —                       |